# Only Love Survives
Only Love Survives är en låt med den irländska sångaren Ryan Dolan. Låten är skriven av Dolan själv i samarbete med Wez Devine.

## Eurovision
Den 23 februari 2013 blev det klart att låten kommer att vara Irlands bidrag till Eurovision Song Contest 2013.

## Personal
- Ryan Dolan – sång
- Leanne Moore – bakgrundssång[1]
- Nicky Bailey – slagverk[1]